# Фолк, Джастин
Джастин Майкл Фолк (англ. Justin Michael Faulk; 20 марта 1992 г. Саут-Сент-Пол, США) — американский хоккеист, защитник. Выступает за «Сент-Луис Блюз» в Национальной хоккейной лиге.
Выступал за Университет Миннесота-Дулут (NCAA), «Шарлотт Чекерс» (АХЛ), «Каролина Харрикейнз».
В чемпионатах НХЛ сыграл 262 матча (33+85).
В составе национальной сборной США участник зимних Олимпийских игр 2014 (2 матча, 0+0), участник чемпионатов мира 2012, 2013 и 2015 (27 матчей, 4+13). В составе молодёжной сборной США участник чемпионата мира 2011. В составе юниорской сборной США участник чемпионата мира 2010.
Достижения
- Бронзовый призёр чемпионата мира (2013, 2015)
- Бронзовый призёр молодежного чемпионата мира (2011)
- Победитель юниорского чемпионата мира (2010)
- Участник матча всех звезд НХЛ (2015)